# Новопетровское сельское поселение (Тюменская область)
Новопетровское се́льское поселе́ние — муниципальное образование в Аромашевском районе Тюменской области Российской Федерации.
Административный центр — село Новопетрово.

## История
Статус и границы сельского поселения установлены Законом Тюменской области от 5 ноября 2004 года № 263 «Об установлении границ муниципальных образований Тюменской области и наделении их статусом муниципального района, городского округа и сельского поселения».

## Население
| 2010 | 2011  | 2012 | 2013 | 2014 | 2015 | 2016 |
| ---- | ----- | ---- | ---- | ---- | ---- | ---- |
| 1013 | ↘1007 | ↘980 | ↘967 | ↘951 | ↗954 | ↘927 |
| 2017 | 2018  | 2019 | 2020 | 2021 | 2023 |      |
| ↘922 | ↘912  | ↘897 | ↘883 | →883 | ↘854 |      |

## Состав сельского поселения
| № | Населённый пункт | Тип населённого пункта       | Население |
| - | ---------------- | ---------------------------- | --------- |
| 1 | Ангарка          | деревня                      | ↘163      |
| 2 | Балахлей         | деревня                      | ↘74       |
| 3 | Новопетрово      | село, административный центр | ↘245      |
| 4 | Новопетрово      | посёлок                      |           |
| 5 | Новоуфимская     | деревня                      | ↘150      |
| 6 | Новые Юрты       | деревня                      | ↘297      |
| 7 | Ольгина          | деревня                      | ↘1        |
| 8 | Уткарма          | деревня                      | ↘83       |